# Danny McIntosh
Daniel McIntosh (ur. 1 marca 1980) – brytyjski bokser, były mistrz Europy (EBU) w kategorii półciężkiej.

## Kariera zawodowa
Jako zawodowiec zadebiutował 9 kwietnia 2005 r., zwyciężając w debiucie Omida Bourzo. 4 października 2008 r. został mistrzem Anglii w kategorii półciężkiej, pokonując Steve'a Spartacusa. 18 lipca 2009 r. zmierzył się z Nathanem Cleverlym w pojedynku o mistrzostwo Wspólnoty brytyjskiej oraz mistrzostwo Wielkiej Brytanii. McIntosh przegrał przez techniczny nokaut w 7. rundzie, doznając pierwszej porażki w karierze.
22 stycznia 2011 r. zmierzył się z Thierrym Karlem w pojedynku o mistrzostwo Europy w kategorii półciężkiej. McIntosh zwyciężył przez techniczny nokaut w 11. rundzie, zostając mistrzem. Do czasu przerwania pojedynku na punkty u wszystkich sędziów prowadził Francuz Karl. Tytuł utracił w następnym pojedynku, przegrywając z Eduardem Gutknechtem.